# Мірлітон з Понт-Одеме
Мірлітон з Понт-Одеме (фр. Mirliton de Pont-Audemer) — французьке тістечко з тонкого сигаретного тіста, з мусом з праліне, закрите з обох кінців темним шоколадом.
Цей десерт з Нормандії був створений в 1340 році Гійомом Тирелем, відомим як Тайлеван, кухарем французького двору і автором середньовічної збірки кулінарних рецептів Le Viandier. Під час своїх закордонних подорожей Тайлевант, родом із нормандського Турвіля-сюр-Понт-Одеме, познайомився з новими йому продуктами, такими як мигдаль. Придумавши цей рецепт і надавши йому назву, він хотів віддати шану місту, в якому народився.

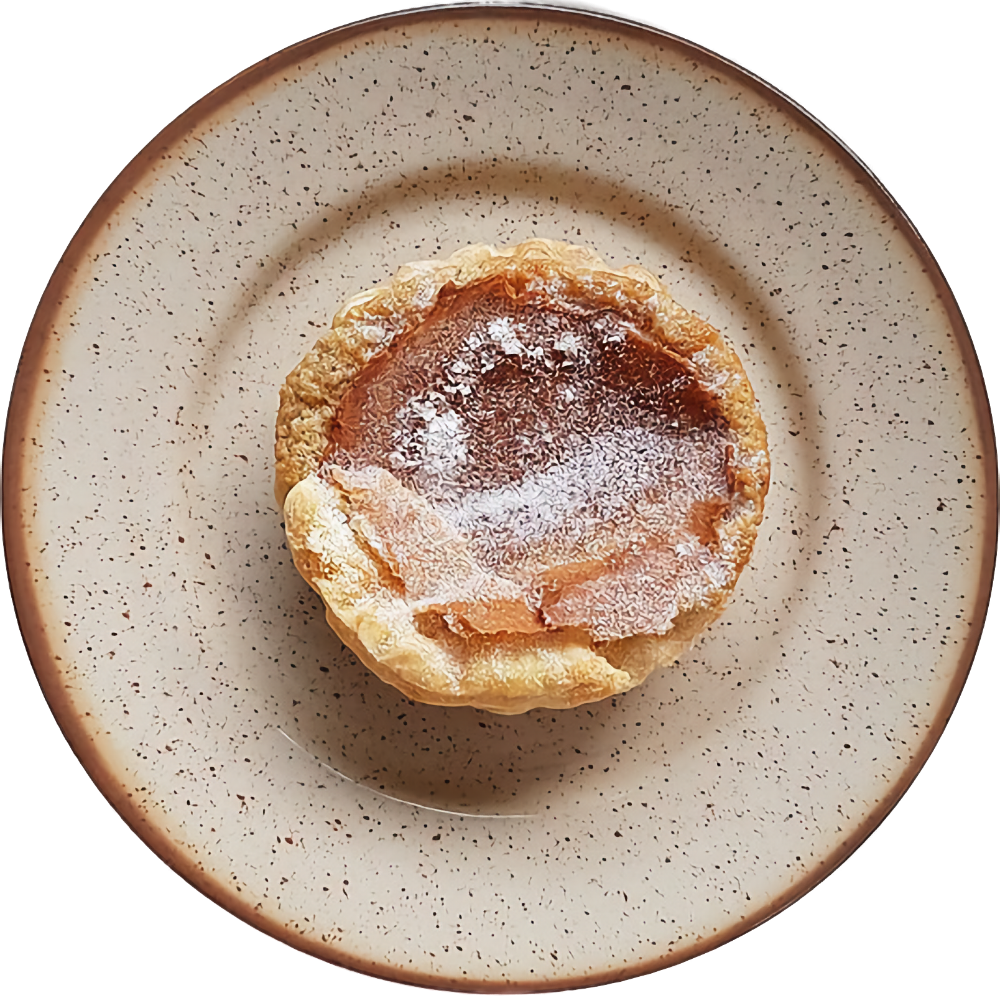
Мірлітон з Руана

Забутий рецепт було відновлено наприкінці ХХ століття кількома кондитерами з Понт-Одеме.
Мірлітон — це ніжна французька випічка з додаванням яєць, цукру та франжипана. Руан і Понт-Одемер суперечуються з приводу її походження. Мірлітон з Руана сильно відрізняється від мірлітону з Понт-Одеме як формою, так і інгредієнтами. Мірлітон руанський, це скоріше тарт чи тарталетка.